# 애덤 셜먼
애덤 셜먼(영어: Adam shulman, 1981년 4월 2일 ~ )은 미국의 보석 디자이너, 배우로, 배우 앤 해서웨이의 남편이다. 브라운 대학교를 졸업했으며, 2005년 드라마 포 리치어 포 푸어러(For Richer, for Poorer)로 데뷔했다. 이후 셜먼은 '트윅스터'(2008), '더 골든 런치'(2008), '해저드 마을의 듀크 가족: 더 비기닝'(2007) 등 영화와 TV 드라마 '더 웨스트 윙'(2006) 등에 출연했다.